# Charles Jenkins (sprinter)
Charles Lamont „Chip” Jenkins (ur. 9 kwietnia 1964 w Nowym Jorku) – amerykański lekkoatleta, specjalizujący się w biegach sprinterskich, uczestnik letnich igrzysk olimpijskich w Barcelonie (1992), złoty medalista w biegu sztafetowym 4 × 400 metrów (startował w biegu eliminacyjnym, w finale nie uczestniczył). Syn sprintera Charlesa Jenkinsa seniora.

## Sukcesy sportowe
| Rok  | Miasto    | Zawody                    | Konkurencja                      | Wynik                    |
| ---- | --------- | ------------------------- | -------------------------------- | ------------------------ |
| 1991 | Sewilla   | Halowe mistrzostwa świata | sztafeta 4 × 400 m bieg na 400 m | srebrny medal 4. miejsce |
| 1992 | Barcelona | Igrzyska olimpijskie      | sztafeta 4 × 400 m (el.)         | złoty medal              |
| 1992 | Hawana    | Puchar świata             | bieg na 400 m                    | 3. miejsce               |

## Rekordy życiowe
| konkurencja        | na stadionie                     | w hali                           |
| ------------------ | -------------------------------- | -------------------------------- |
| bieg na 300 metrów |                                  | 33,21 – Karlsruhe, 31/01/1992    |
| bieg na 400 metrów | 44,90 – Indianapolis, 10/06/1992 | 46,08 – Allston, 10/02/1991      |
| bieg na 600 metrów |                                  | 1:15,80 – Sherbrooke, 01/02/1987 |